# Gottfried von Bouillon

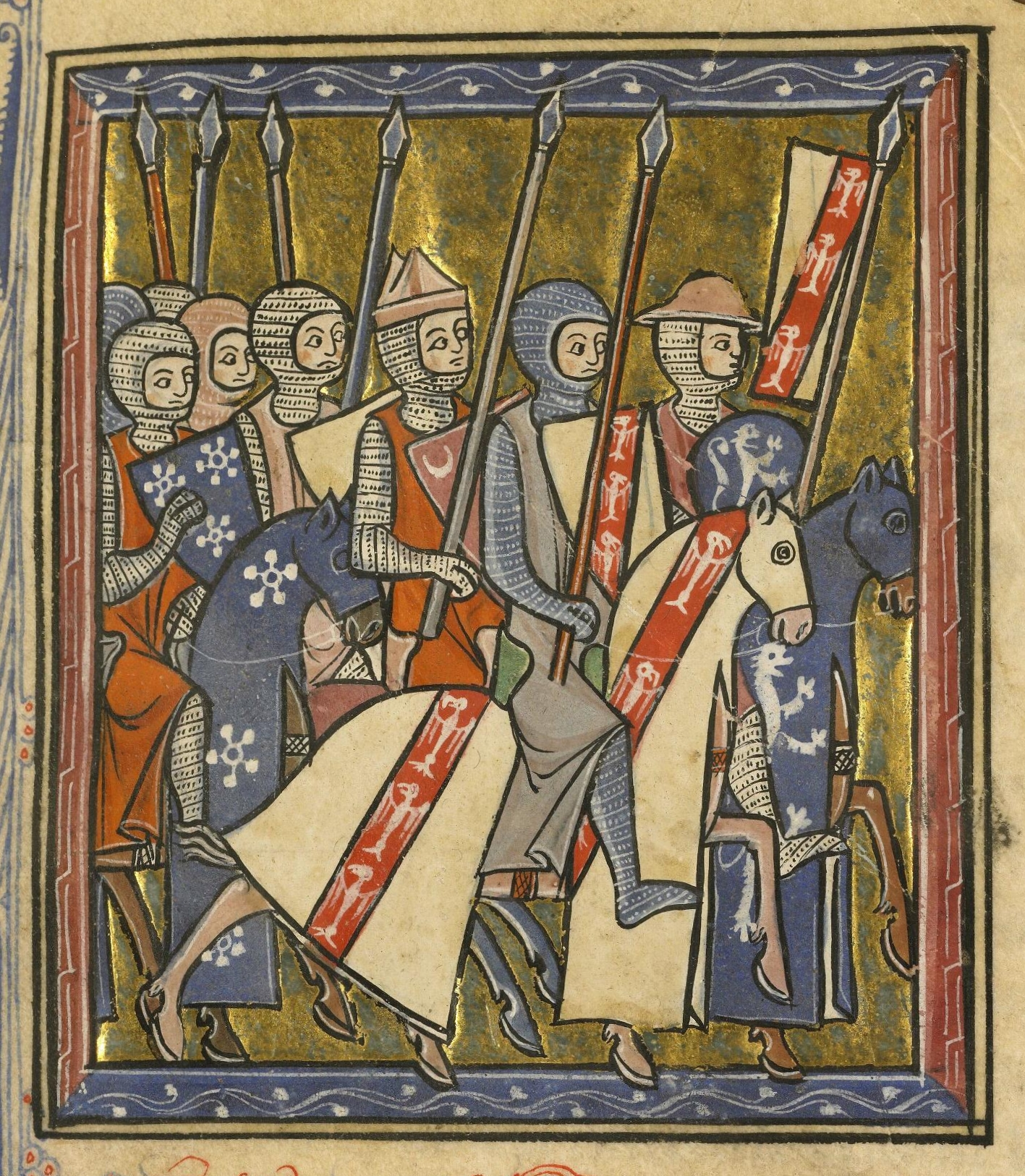
Gottfried und Ademar, der Bischof von Puy, in einer Illustration, die Ende des 13. Jahrhunderts angefertigt wurde, Boulogne-sur-Mer Bibliothèque Municipale, mss 142, fol. 16

Gottfried von Bouillon (lateinisch Godefridus Bullionensis, französisch Godefroy de Bouillon; auch Godefroid de Bouillon; * um 1060; † 18. Juli 1100 in Jerusalem) war ein Heerführer beim Ersten Kreuzzug; nach der Eroberung Jerusalems wurde er der erste Herrscher des neu gegründeten Königreichs Jerusalem, lehnte allerdings die Königswürde ab.

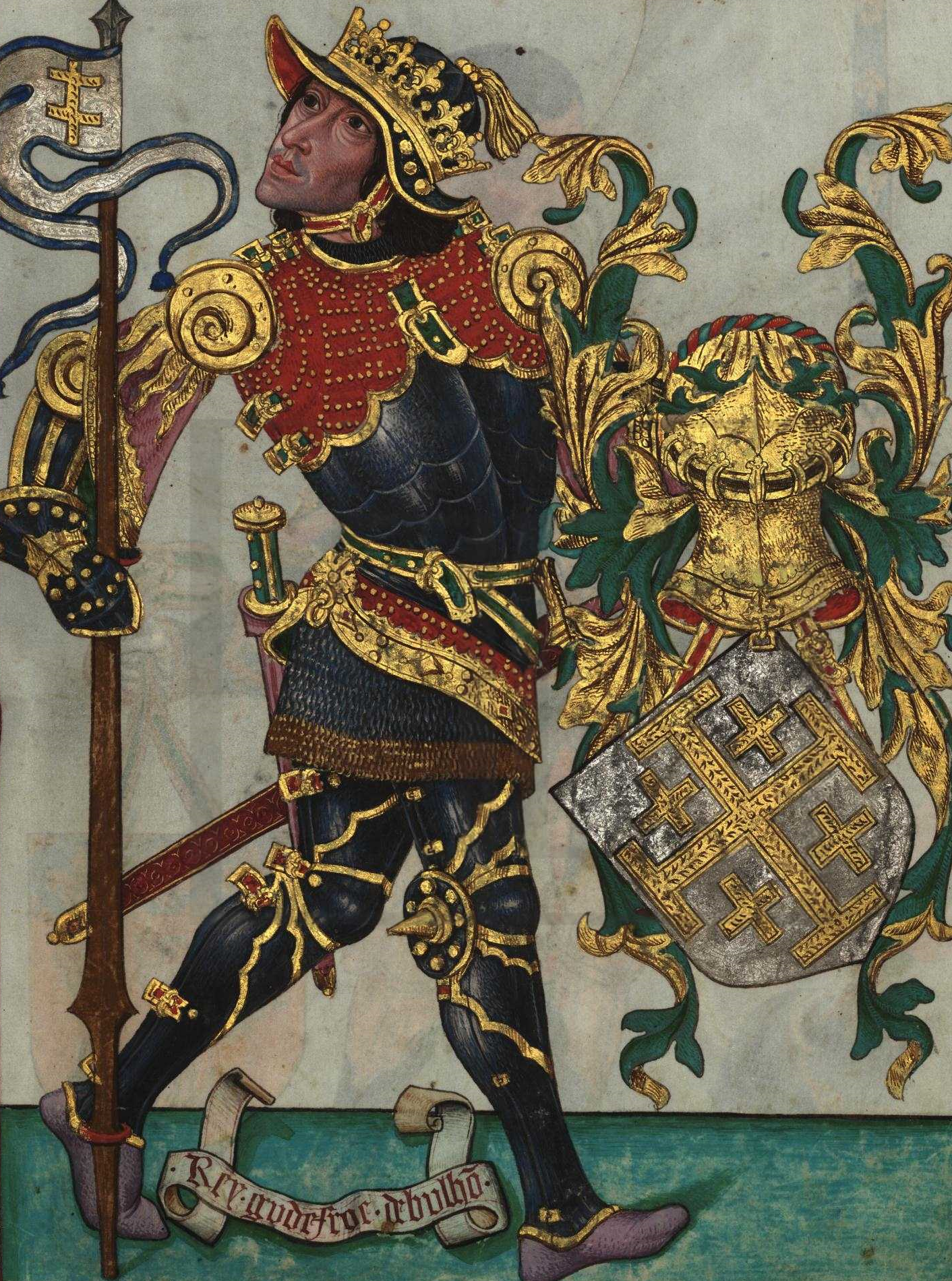
Darstellung des Gottfried von Bouillon mit dem Wappen des Königreichs Jerusalem (Wappenbuch Livro do Armeiro-Mor, 1509)

## Frühe Jahre

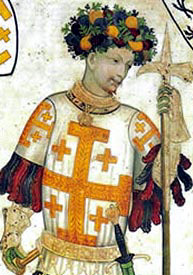
Gottfried von Bouillon auf einem Fresko in der Burg Manta, um 1420

Gottfried war der zweite Sohn des Grafen Eustach II. von Boulogne und seiner Frau Ida, Tochter des Markgrafen Gottfried III. von Tuszien. Seine Zukunftsaussichten waren als zweiter Sohn von Hause aus begrenzt, doch sein kinderloser Onkel, Herzog Gottfried IV. von Niederlothringen, bestimmte ihn bei seinem Tod 1076 zum Nachfolger. Der römisch-deutsche König Heinrich IV. übertrug das aufgrund seiner Zwischenstellung zwischen dem deutschen Königreich und Frankreich wichtige Herzogtum jedoch seinem Sohn Konrad und überließ Gottfried lediglich die Markgrafschaft Antwerpen und die Herrschaft Bouillon, um dessen Fähigkeiten und Loyalität zu prüfen.
Gottfried musste seine Territorien sowohl gegenüber den Ansprüchen der Witwe seines Onkels, Mathilde von Tuszien, als auch gegenüber Angriffen von außen verteidigen. Mit der Hilfe seiner Brüder Eustach III. und Balduin konnte er jedoch alle Angriffe abwehren. Der Belagerung der Burg Bouillon 1077 verdankt Gottfried seinen Zunamen.
Gottfried erwies sich dem König gegenüber als loyal und hielt ihm auch im Investiturstreit die Treue. Er kämpfte auf königlicher Seite gegen den Gegenkönig Rudolf von Rheinfelden und war 1084 an der Einnahme Roms beteiligt. 1087 erhielt er schließlich das Herzogtum Niederlothringen zu Lehen.

## Der Erste Kreuzzug
Lothringen war stark durch die Cluniazensische Reform beeinflusst. Gottfried war ein frommer Mann. Nach der Synode von Clermont 1095 schloss er sich dem Ersten Kreuzzug an.

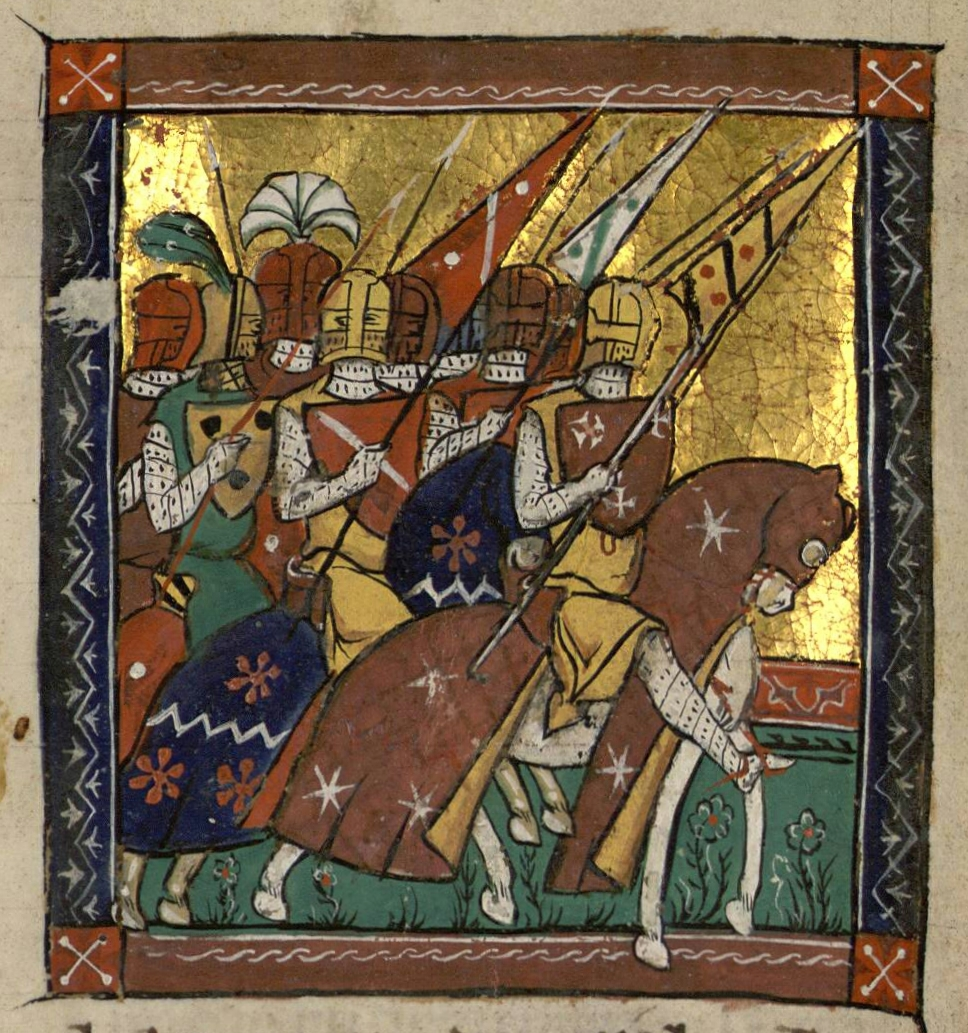
Gottfried von Bouillon führt den Ersten Kreuzzug an. Miniatur aus dem 13. Jahrhundert

Gemeinsam mit seinen Brüdern Eustach III. und Balduin führte er ab August 1096 eine etwa 20.000 Mann starke Armee von Lothringen den Rhein und die Donau entlang auf den Balkan. Nach einigen Kämpfen in Ungarn, wo es ihm nicht gelang, seine Männer im christlichen Land an Plünderungen zu hindern, erreichte er im November als erster Kreuzfahrer Konstantinopel. Sehr bald geriet er in Konflikt mit dem byzantinischen Kaiser Alexios I., der die vor den Toren seiner Stadt erscheinenden Ritter mit äußerstem Misstrauen betrachtete und von Gottfried einen Lehnseid verlangte, um die durch die Kreuzfahrer von den Muslimen zurückzuerobernden Gebiete für Konstantinopel zu gewinnen. Wahrscheinlich legte Gottfried den Eid im Januar 1097 ab, wie auch die meisten anderen Heerführer der Kreuzzüge auf ihrem Weg durch Konstantinopel.
Mit dem Zusammentreffen der Kreuzfahrer in Konstantinopel wurde Gottfried zu einer Nebenfigur im Kreuzzug, da von da an Bohemund von Tarent und Raimund von Toulouse den Lauf der Dinge bestimmten. Gottfrieds einzige erwähnenswerte Leistung in dieser Zeit war sein Beitrag bei der Befreiung von Bohemunds Armee in der Schlacht von Doryläum am 1. Juli 1097, wo dieser von den Seldschuken unter Kılıç Arslan I. eingekesselt worden war. Dabei war Gottfrieds Armee ebenfalls umzingelt, bis eine weitere Kreuzfahrergruppe unter dem päpstlichen Legaten Adhemar von Le Puy das Lager der Seldschuken angriff.
1099, nach der achtmonatigen Belagerung und schließlichen Einnahme von Antiochia, entstand unter den Kreuzfahrern Uneinigkeit über das weitere Vorgehen. Die meisten Fußsoldaten wollten weiter nach Süden, nach Jerusalem, doch Raimund, der nach dem Tod Adhemars als ranghöchster Adliger der Anführer des Kreuzzugs war, zögerte im Streit mit Bohemund mit dem Weitermarsch. Gottfried nutzte die Zeit, um seinen Bruder Balduin, der inzwischen in den Besitz Edessas gelangt war, in dessen Hauptstadt zu besuchen. Er schloss sich erst kurz vor dem Aufbruch nach Jerusalem (Januar 1099) bei Maara wieder dem Hauptheer an.
Im Februar 1099 nahm Gottfried an der Belagerung der Burg Arqa nahe Tripolis teil. Währenddessen schloss sich ihm Tankred von Tarent, der sich mit Raimund zerstritten hatte, an und trat zu ihm in ein besonderes Treue- und Dienstverhältnis. Dies kam der Stellung Gottfrieds wesentlich zugute. Dem Murren des nach Jerusalem drängenden Heeres nachgebend, war es schließlich auch Gottfried, der entgegen dem Willen Raimunds am 15. Mai 1099 die Aufhebung der Belagerung Arqas veranlasste.
Bei der Belagerung von Jerusalem fand Gottfried Gelegenheit, sich besonders hervorzutun. Am Nachmittag des 15. Juli 1099 drang er mit den Seinen als erster in die Stadt ein.

## Das Königreich Jerusalem

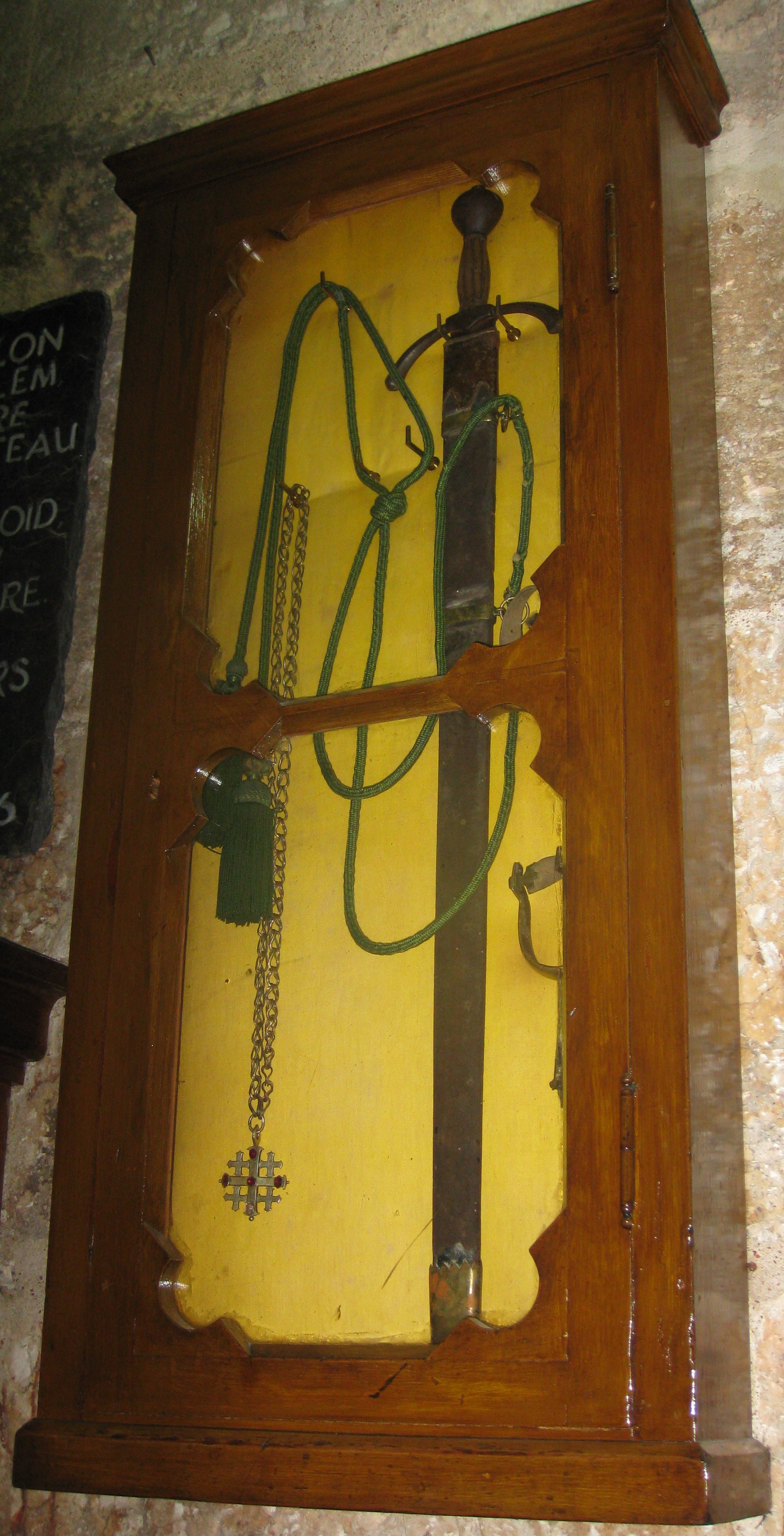
Schwert Gottfrieds von Bouillon in der Grabeskirche

Nachdem Raimund von Toulouse die Königskrone von Jerusalem abgelehnt hatte, weil er sich nicht in der Stadt zum König krönen lassen wollte, in der Jesus Christus die Dornenkrone getragen hatte, lehnte auch Gottfried die Königswürde ab, übernahm aber die Herrschaft im neuen Königreich Jerusalem. Mit dem Titel des advocatus sancti sepulchri („Vogt des Heiligen Grabes“) trug er sowohl seiner Position eines weltlichen Herrschers als auch dem religiösen Charakter des Ortes Rechnung.
Während seiner kurzen Regierungszeit von einem Jahr musste Gottfried das neue Königreich gegen die bisherigen Herren, die Fatimiden aus Ägypten, verteidigen, die am 12. August in der Schlacht von Askalon geschlagen wurden. Nach der Schlacht von Askalon betrachteten die Kreuzzugsteilnehmer ihr Kreuzzugsgelübde als erfüllt und die meisten von ihnen kehrten in ihre Heimat zurück. Gottfried betrieb 1100 die Ausdehnung seiner Macht, befestigte beispielsweise die Hafenstadt Jaffa und plante weitere Eroberungen.
Mit Gottfrieds Unterstützung wurde Arnulf von Chocques zum Patriarchen von Jerusalem gewählt, doch wurde die Wahl bald als unkanonisch annulliert und stattdessen Dagobert von Pisa zum Patriarchen eingesetzt. Mit diesem geriet Gottfried in Konflikt, da Dagobert des Papstes (und damit auch seine) Rechte über die heilige Stadt Jerusalem betonte und Gottfried lediglich als ausführenden Arm betrachtete. Auf Dagoberts Drängen hin versprach Gottfried, Jerusalem und das noch uneroberte Jaffa dem Papst zu übergeben, sobald die Kreuzfahrer Ägypten erobert hätten, das Gottfried ersatzweise erhalten solle. Die Invasion Ägyptens fand nie statt, und Gottfried starb wenig später im Juli 1100.

## Tod und Nachfolge
Über Gottfrieds Tod im Juli 1100 existieren verschiedene Aussagen: Nach dem Bericht des arabischen Chronisten Ibn al-Qalanisi soll er während der Belagerung von Akkon durch einen Pfeil getötet worden sein. Christliche Quellen erwähnen dies jedoch nicht, Albert von Aachen und Ekkehard von Aura schreiben dagegen, er sei in Caesarea erkrankt und an dieser Krankheit in Jerusalem gestorben. Es gab auch Gerüchte, die von Vergiftung sprachen, doch diese konnten nicht bestätigt werden. Gottfried wurde in der Grablege der Kreuzfahrerkönige in Jerusalem beigesetzt.
Nach Gottfrieds Tod war die Frage, wer Jerusalem regieren solle, zunächst offen. Der Adel nutzte die Abwesenheit Dagoberts, der sich bei den Jaffa belagernden Truppen aufhielt, um Gottfrieds jüngeren Bruder Balduin zum König auszurufen. Der zurückgekehrte Dagobert weigerte sich zunächst, den aus Edessa herbeigeeilten Balduin zu krönen, doch einigte man sich schließlich auf eine Krönung zu Bethlehem am 25. Dezember 1100.

## Gottfried in Geschichte und Legende

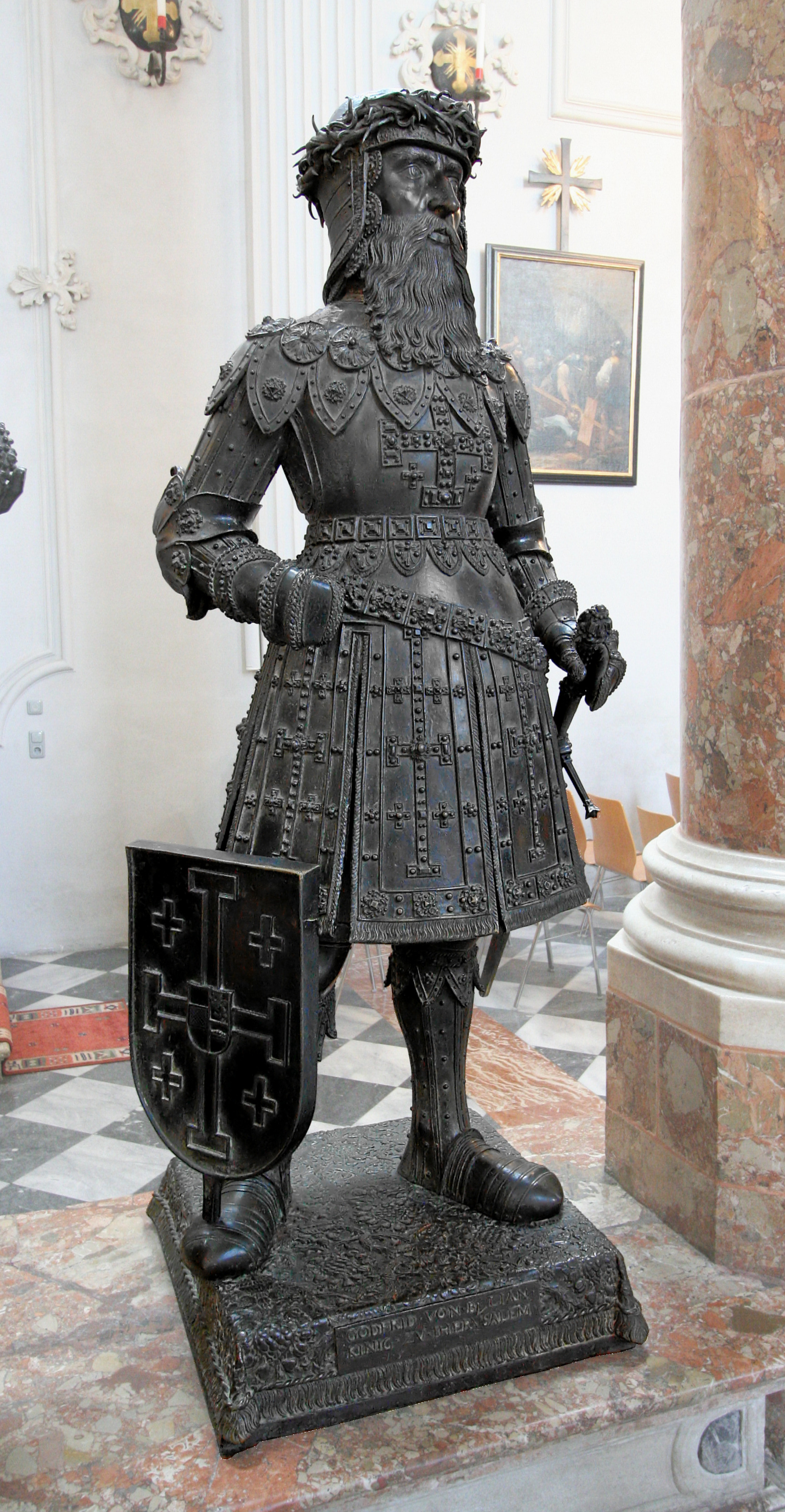
Bronzefigur Gottfrieds von Bouillon in der Hofkirche (Innsbruck)

Da Gottfried der erste Herrscher über Jerusalem war, wurde er später christlich idealisiert und mythisiert: er wurde als Anführer des Kreuzzugs, König von Jerusalem und als Gesetzgeber bezeichnet, der die Schwurgerichte in Jerusalem einführte. Seit dem 14. Jahrhundert wurde er zu den idealen Rittern gezählt, die als die Neun Guten Helden bekannt wurden. Als Teil dieser wurde er etwa um 1390 an der Fassade des Sommerhauses auf Schloss Runkelstein gemeinsam mit König Artus und Karl dem Großen dargestellt. Tatsächlich war all dies Legendenbildung. Adhemar, Raimund und Bohemund führten den Kreuzzug, Balduin war der erste „König“, und die Schwurgerichte waren das Ergebnis einer schrittweisen Entwicklung.
Gottfrieds Rolle im Kreuzzug wurde zunächst von Albert von Aachen, dem anonymen Autor der Gesta Francorum, und von Raimund von Aguilers beschrieben. In der Romanliteratur war Gottfried der Held zweier französischer Chansons de geste, die den Kreuzzug behandeln, die Chanson d’Antioche und die Chanson de Jerusalem. Seine Familie und sein Leben vor dem Kreuzzug wurden ebenso Thema von Legenden. Sein Großvater sei Helias, Ritter des Schwans, gewesen, einer der Brüder, deren Abenteuer in der Schwanenritterlegende, einer Abwandlung der Lohengrin-Legende, erzählt werden. Torquato Tasso feierte ihn in seinem großen Epos Gerusalemme liberata (1575).
In einer weit verbreiteten jüdischen Legende wird Gottfried von Bouillon ein bedrohlicher Charakter zugeschrieben: Gottfried lässt Raschi (Rabbi Schlomo ben Jizchak) rufen, um sich von ihm den Ausgang des Kreuzzuges vorhersagen zu lassen. Als Raschi nicht bei dem Fürsten erschien, suchte dieser ihn im Lehrhaus in Begleitung seiner Truppen auf. Raschi prophezeite ihm einen unglücklichen Ausgang des Kreuzzuges in Einzelheiten, deren letztes Detail sich erfüllte, als der zurückkehrende Gottfried Raschis Heimatstadt betrat.
Pierre Plantard nannte Gottfried von Bouillon den Gründer einer „Bruderschaft vom Berge Zion“ (Prieuré de Sion). Die angeblichen Quellen wurden als Fälschungen entlarvt, aber das Thema wurde immer wieder in Verschwörungstheorien in Literatur und Populärkultur aufgegriffen, beispielsweise im Roman Sakrileg.

### Biografische Einordnungen
- Sergio Ferdinandi: Goffredo di Buglione. Il cavaliere perfetto. Perugia 2020, ISBN 978-88-9372-098-4.
- Simon John: Godfrey of Bouillon. Duke of Lotharingia, Ruler of Latin Jerusalem, c. 1060–1100, Routledge, Abingdon 2018 (Standardwerk).
- Lucia Raspe: Jüdische Hagiographie im mittelalterlichen Aschkenas (= Texts and Studies in medieval and early modern Judaism. Bd. 19). Mohr Siebeck, Tübingen 2006, ISBN 3-16-148575-0, S. 199–241.
- Michael Menzel: Gottfried von Bouillon und Kaiser Heraclius. In: Archiv für Kulturgeschichte 74 (1992), S. 1–21.
- Kurt Reindel: Gottfried IV. v. Bouillon. In: Neue Deutsche Biographie (NDB). Band 6, Duncker & Humblot, Berlin 1964, ISBN 3-428-00187-7, S. 663 (Digitalisat).

### Ältere Darstellungen
- Hans Prutz: Gottfried IV. (Herzog von Niederlothringen). In: Allgemeine Deutsche Biographie (ADB). Band 9, Duncker & Humblot, Leipzig 1879, S. 471–473.
- Georges Despy, Jonathan Riley-Smith, Heinz Bergner: Gottfried v. Bouillon (Gottfried V.), Hzg. v. Niederlothringen. In: Lexikon des Mittelalters (LexMA). Band 4. Artemis & Winkler, München/Zürich 1989, ISBN 3-7608-8904-2, Sp. 1598–1600.
- Pierre Aubé: Godefroy de Bouillon, Fayard, Paris 1985.
- John C. Andressohn: The Ancestry and Life of Godfrey of Bouillon, Bloomington 1947
- Gilbert Klaperman, Libby Klaperman: Die Geschichte des jüdischen Volkes. Band 1: Von der Erbauung des zweiten Tempels bis zum Ende des gaonäischen Zeitalters. Neumann, Zürich 1976, (Schulbuch auf traditioneller jüdischer Grundlage mit vielen Karten, Bildern und Fragen).
- Heinrich Graetz: Volkstümliche Geschichte der Juden. Band 2: Von der zweitmaligen Zerstörung Jerusalems unter Kaiser Vespasian bis zu den massenhaften Zwangstaufen der Juden in Spanien. 5. Auflage. Leiner, Leipzig 1914, Digitalisat.
- Diederich von dem Werder: Gottfried von Bulljon, Oder: Das Erlösete Jerusalem, Aubri u. a., Frankfurt am Main 1626, (Nachdruck: (= Deutsche Neudrucke, Reihe Barock Bd. 24), herausgegeben von Gerhard Dünnhaupt, Niemeyer, Tübingen 1974, ISBN 3-484-16020-9). (Digitalisat der Originalausgabe)

## Filme
- Nathalie Fritz, Jacques Martin: „Gott will es!“ Gottfried von Bouillon und der erste Kreuzzug. Dokumentation, arte/RTBF, Belgien/Frankreich 2010, HD (programm.ard.de).

## Bilder Gottfrieds

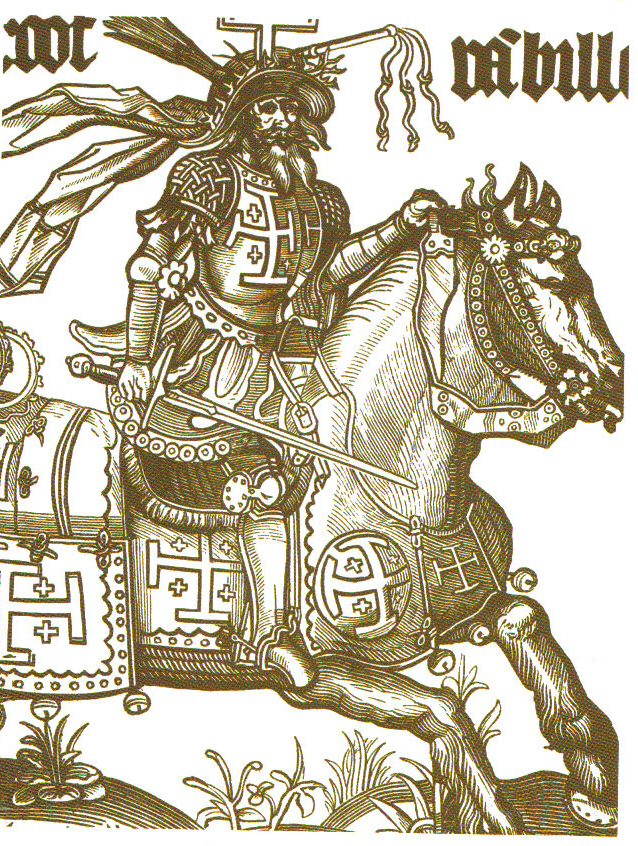
Fantasiedarstellung Gottfrieds von Bouillon mit den Leidenswerkzeugen Christi. (Spätmittelalterlicher Kupferstich)
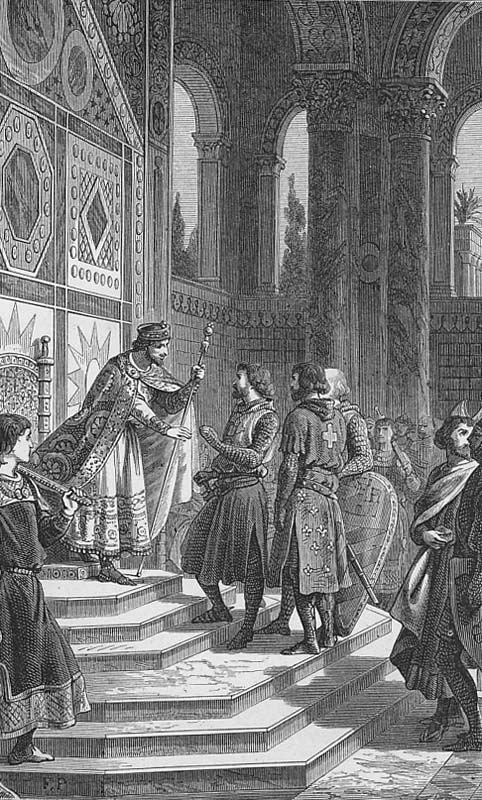
Gottfried von Bouillon und Barone im kaiserlichen Palast von Alexios I. Komnenos
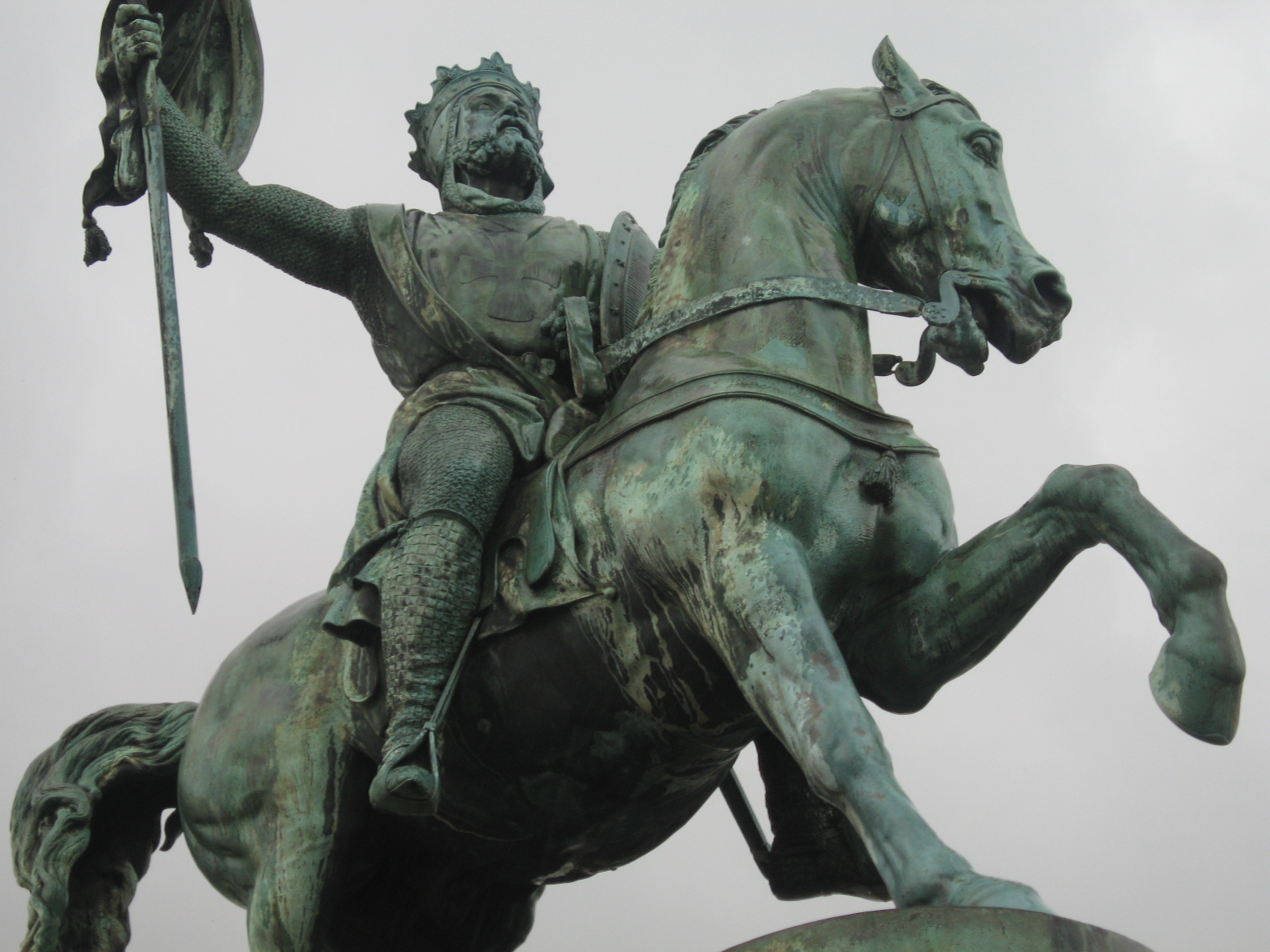
Gottfried-Statue vor dem Königspalast in Brüssel